# Merfyn ap Rhodri
Merfyn ap Rhodri (mort en 903) roi de Powys 877 à 903.

## Biographie
Merfyn est le troisième  des six fils guerriers de Rhodri le Grand. À la mort de son père il reçoit en héritage le royaume de Powys. Bien qu'il semble qu'il ait été dépossédé de son royaume par son frère Cadell ap Rhodri, peu après la mort de son père, il porte le titre de « roi de Powys » dans les annales qui relèvent sa disparition en 903  tué par « les  Païens » (c'est-à-dire les Vikings) .

## Postérité
Merfyn ap Rhodri laisse un fils Llywelyn qui ne fut guère plus qu'un roi  titulaire de Powys et qui laissa ses droits vers 942  à sa fille Angharat ferch Llywelyn  qui devient la femme de Owain ap Hywel le petit-fils de Cadell ap Rhodri.

## Sources
- (en) Peter Bartrum, A Welsh classical dictionary: people in history and legend up to about A.D. 1000, Aberystwyth, National Library of Wales, 1993, p. 539 MERFYN FRYCH ap RHODRI MAWR. (d.904).
- (en) Mike Ashley The Mammoth Book of British Kings & Queens Robinson (Londres 1998)   (ISBN 1841190969)  " Cadell ap Rhodri   p.132-134.